# Мардук-закір-шумі I
Мардук-закір-шумі I (д/н — бл. 819 до н. е.) — цар Вавилону близько 855—819 до н. е. Ім'я перекладається як «Мардук вимовив ім'я».

## Життєпис
Походив з династії «Е» (VIII Вавилонської династії). Старший син царя Набу-апла-іддіни. Після смерті останнього близько 855 року до н. е. посів трон. Передав частину володінь на півдні братові Мардук-бел-усаті. Останній в союзі з халдеями близько 851 року до н. е. повстав проти царя, поваливши його. Мардук-закір-шумі I втік до Ассирії, де за підтримки тамтешнього царя Шульману-ашареда III у 850 році до н. е. переміг брата, відновившись на троні. Слідом за цим спільно з ассирійцями рушив на південь, де халдеям було завдано нищівної поразки. Влада Вавилону була відновлена в усіх містах Шумеру. Натомість Мардук-закір-шумі I визнав зверхність Ассирії, якій поступився значними землями.
У 827 році до н. е., коли в Ассирії почалася боротьба за владу, вавилонський цар надав допомогу офіційному спадкоємцю трону Шамші-Ададу проти його брата. 821 року до н. е. після перемоги ассирійський володар повернув Вавилону захоплені раніше землі та визнав незалежність Мардук-закір-шумі I. Мирні стосунки було закріплено шлюбом Шаммурамат — доньки Мардук-закір-шумі I — з Шамші-Ададом V. Залишився договір Шамши-Адада V з Мардук-закір-шумі I, текст якого зберігся вкрай частково, з якого випливає підпорядкований статус Ассирії по відношенню до Вавилону. Ймовірно це стало наслідком тривалої внутрішньої ассирійської колотнечі.
В останні роки відбулося відновлення потуги Вавилонського царства, що стало гегемоном Месопотамії. Близько 819 року до н. е. Мардук-закір-шумі I помер. Трон успадкував його молодший брат Мардук-балассу-ікбі.